# Alabama Blues
Alabama Blues è un blues composto da  J. B. Lenoir e inciso per la prima volta il 5 maggio del 1965 dallo stesso Lenoir, Willie Dixon e Freddie Below
e pubblicato nell'omonimo album .

## Storia e significato
Alabama Blues è una canzone di protesta che parla di povertà, disperazione e ingiustizia sociale. Lenoir, che è l'io narrante della canzone, spiega per quale motivo  non potrà mai più rimanere in Alabama. La sorella e il fratello sono stati uccisi in quello stato ed il sistema giudiziario ha lasciato gli assassini in libertà. Suo fratello è stato assassinato dalla polizia per aver difeso sua madre. 
"Alabama Blues" è una canzone degli oppressi, tuttavia lo scopo non è quello di ispirare una rivolta contro l'oppressione. Piuttosto il messaggio del brano è quello di pregare per la pace e la liberazione dalla sofferenza, ma questo non gli garantisce l'incolumità. Egli perciò deve lasciare Alabama, se anche può.

## Musicisti
- J. B. Lenoir - voce, chitarra, arrangiamenti
- Willie Dixon, Backing Vocals
- Freddie Below, batteria

## Altre versioni
- The Last Drive